# Kristin Davis
Kristin Landen Davis (Boulder, 23 febbraio 1965) è un'attrice statunitense.
Nota principalmente per il ruolo di Charlotte York nella serie cult HBO Sex and the City (1998-2004), per la quale si è aggiudicata due Screen Actors Guild Awards e una candidatura al Premio Emmy e al Golden Globe. Ha ripreso il medesimo ruolo nei film Sex and the City (2008) e Sex and the City 2 (2010) e dal 2021 nella serie televisiva And Just Like That....

## Biografia
Figlia unica nata in una famiglia benestante (il padre era professore di psicologia), i suoi genitori divorziano quando lei ha tre anni. Cresciuta con la madre e il patrigno, nel 1982 ottiene il diploma e l'anno successivo si trasferisce nel New Jersey a causa di una promozione del padre, dove si laurea alla Rutgers University in teatro classico. 
Attrice occasionale e inizialmente part-time, fa il suo esordio al cinema nel 1987 con l'horror Doom Asylum. Nel 1991 lavora per il film televisivo N.Y.P.D. Mounted, ma nemmeno la partecipazione alla celebre serie tv General Hospital nello stesso anno la convince a diventare un'interprete professionista. Nel 1995 si trasferisce a New York insieme a un amico, aprendo con lui un centro yoga che ha scarso successo: le difficoltà economiche la costringono a recitare per guadagnarsi da vivere.

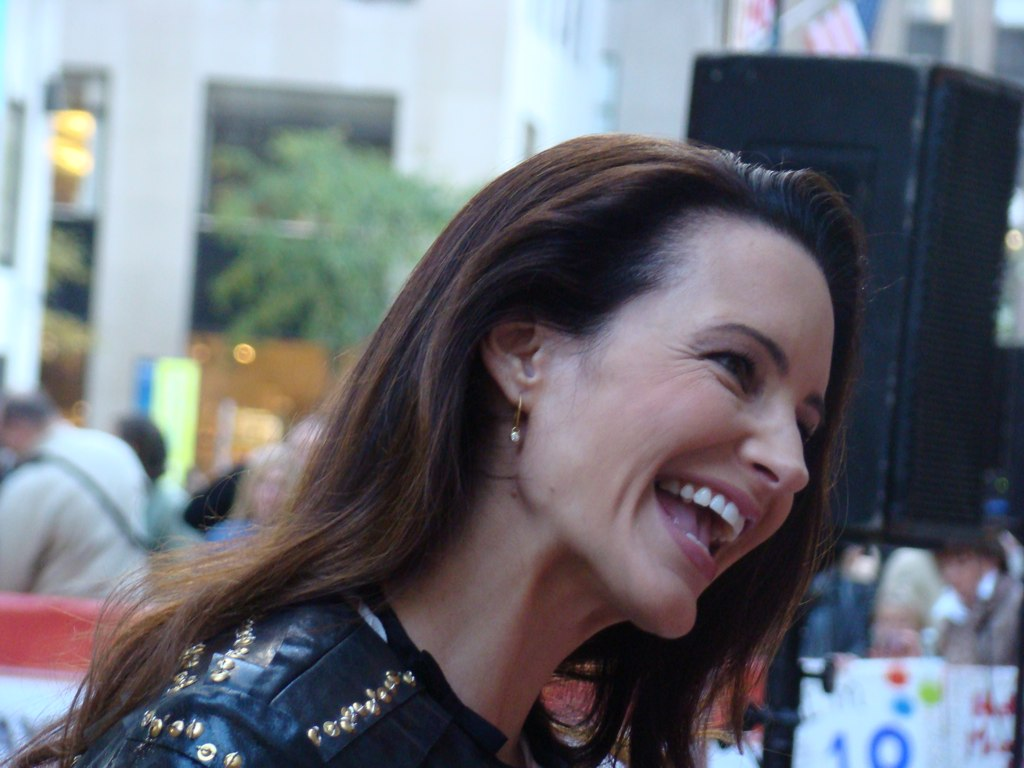
Kristin Davis a New York nel 2009

Dal 1995 al 1996 ha un ruolo nel telefilm Melrose Place, mentre nel 1998 (dopo qualche altra esperienza minore nel mondo dello spettacolo) viene scelta dal canale televisivo Home Box Office per interpretare il ruolo di Charlotte York nella famosa serie Sex and the City, in cui si mette in luce grazie alle sue buone doti di attrice. Nonostante la nomina, da parte del network catodico VH1, come "grande icona culturale pop" l'eccessiva caratterizzazione con il personaggio di Charlotte rende difficile la definitiva affermazione sul piccolo e sul grande schermo.
Appare in alcuni camei nelle serie televisive Friends e Will & Grace e fa un'apparizione in un episodio de La signora del West. Dopo una serie di rappresentazioni teatrali e cinematografiche (non arrivate in Italia) ha un ruolo di protagonista accanto a Gina Torres nell'episodio pilota di Soccer Moms una serie che però non ha seguito.
Fa parte del cast del film Sex and the City (2008) e del seguito Sex and the City 2 (2010).
Nel 2009 recita nella commedia L'isola delle coppie, accanto a Vince Vaughn e Malin Åkerman.
Precedentemente fidanzata con l'attore Alec Baldwin, ha adottato nel 2011 una bambina di nome Gemma Rose; alla famiglia si è aggiunto poi un fratellino, sempre adottato e di colore. La Davis è molto sensibile al problema del razzismo e ne ha parlato in diverse interviste, si dedica regolarmente al volontariato e ha partecipato a diverse missioni in Africa. 
Nel 2004 è stata candidata come migliore attrice non protagonista in una serie, miniserie o film per la TV per Sex and the City.
Nel 2020 la piattaforma di streaming HBO Max ha annunciato la produzione di un revival della celebre serie Sex and the City, che vede le sue protagoniste alle prese con l'amore a cinquant'anni. Dal 2021 al 2025 ha ripreso il ruolo di Charlotte York in And Just Like That..., anche come produttrice esecutiva.

## Filmografia

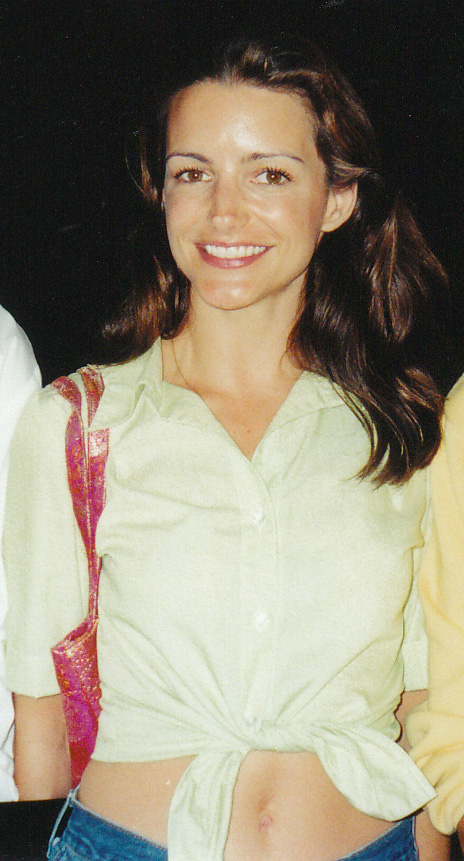
Kristin Davis ai Premi Emmy 1999

### Cinema
- La casetta degli orrori (Doom Asylum), regia di Richard Friedman (1987)
- Nine Months - Imprevisti d'amore (Nine Months), regia di Chris Columbus (1995)
- Compagna di viaggio (Traveling Companion), regia di Peter Del Monte (1998)
- Sour Grapes, regia di Larry David (1998)
- Atomic Train - Disastro ad alta velocità (Atomic Train), regia di David Jackson e Dick Lowry (1999)
- Le avventure di Sharkboy e Lavagirl in 3-D (The Adventures of Sharkboy and Lavagirl in 3-D), regia di Robert Rodriguez (2005)
- Shaggy Dog - Papà che abbaia... non morde (The Shaggy Dog), regia di Brian Robbins (2006)
- Conciati per le feste (Deck the Halls), regia di John Whitesell (2006)
- Sex and the City, regia di Michael Patrick King (2008)
- L'isola delle coppie (Couples Retreat), regia di Peter Billingsley (2009)
- Sex and the City 2, regia di Michael Patrick King (2010)
- Viaggio nell'isola misteriosa (Journey 2: The Mysterious Island), regia di Brad Peyton (2012)
- Il mio angelo di natale, regia di Paul Shapiro (2016)
- Un safari per Natale (Holiday in the Wild), regia di Ernie Barbarash (2019)
- Illusioni mortali (Deadly Illusions), regia di Anna Elizabeth James (2021)
- Cash Out - I maghi del furto (Cash Out), regia di Randall Emmett (2023)

### Televisione
- N.Y.P.D. Mounted, regia di Mark Tinker - film TV (1991)
- General Hospital - serie TV (1991)
- Mann & Machine - serie TV, episodio 1x08 (1992)
- The Larry Sanders Show - serie TV, episodio 2x02 (1993)
- La signora del West (Dr. Quinn, Medicine Woman) - serie TV, episodio 3x10 (1994)
- E.R. - Medici in prima linea - serie TV, episodio 1x13 (1995)
- Alien Nation: Body and Soul, regia di Kenneth Johnson - film TV (1995)
- Melrose Place - serie TV, 30 episodi (1995-1996)
- Peccati di famiglia (The Ultimate Lie), regia di Larry Show - film TV (1996)
- A Deadly Vision, regia di Bill L. Norton - film TV (1997)
- The Single Guy - serie TV, episodio 2x19 (1997)
- Seinfeld - serie TV, episodi 8x16-9x01 (1997)
- Take Me Home: The John Denver Story, regia di Jerry London - film TV (2000)
- Blacktop, regia di T.J. Scott - film TV (2000)
- Friends - serie TV, episodio 7x07 (2000)
- Someone to Love, regia di Nathaniel Weiss - film TV (2001)
- Three Days, regia di Michael Switzer - film TV (2001)
- Sex and the City - serie TV, 94 episodi (1998-2004)
- The Winning Season, regia di John Kent Harrison - film TV (2004)
- Will & Grace - serie TV, episodio 7x07 (2004)
- Soccer Moms, regia di Mark Piznarski - film TV (2005)
- And Just Like That... – serie TV, 33 episodi (2021-2025)

### Doppiatrice
- Miss Spider - serie TV, 44 episodi (2004-2008)

## Doppiatrici italiane
Nelle versioni in italiano delle opere in cui ha recitato, Kristin Davis è stata doppiata da:
- Stella Musy in Sex and the City (serie TV) , Le avventure di Sharkboy e Lavagirl in 3-D, Shaggy Dog - Papà che abbaia... non morde, Conciati per le feste, Sex and the City (film), L'isola delle coppie, Sex and the City 2, Una vita normale, Viaggio nell'isola misteriosa, Un safari per Natale, And Just Like That..., Cash Out - I maghi del furto
- Tiziana Avarista in Friends
- Elda Olivieri in Atomic Train - Disastro ad alta velocità
- Eliana Lupo in Melrose Place
- Georgia Lepore in Will & Grace

Da doppiatrice è stata sostituita da:
- Sabrina Duranti in Miss Spider